# Dienstgrade der russischen Streitkräfte bis 1917
Die Kaiserlich Russische Armee, auch Imperiale Russische Armee oder Zaristische Armee (russisch Русская императорская армия - РИА) verwendete traditionelle eigenständige Dienstgrade und Dienstgradabzeichen, die sich an den deutschsprachigen und anglophonen Streitkräften orientierte, aber auch der gewachsenen russischen Militärtraditionen entsprach. Die Nachfolgestreitkraft, die Rote Armee, schaffte 1917 alle bisherigen Dienstgrade und Dienstgradabzeichen ab, während Teile der alten Armee, die in die Weiße Armee übergingen, selbige noch in den Jahren des Bürgerkriegs bis 1923 verwendeten.

## Dienstgrade und Dienstgradabzeichen

### Generäle
| Bezeichnung                 | Befehlshaber und höhere Kommandeure | Befehlshaber und höhere Kommandeure | Befehlshaber und höhere Kommandeure | Befehlshaber und höhere Kommandeure |
| --------------------------- | ----------------------------------- | ----------------------------------- | ----------------------------------- | ----------------------------------- |
|                             |                                     |                                     |                                     |                                     |
| Rangabzeichen Schulterstück |                                     |                                     |                                     |                                     |
|                             |                                     |                                     |                                     |                                     |
| Rangbezeichnung             | Generalfeldmarschall                | General der Waffengattung           | Generalleutnant                     | Generalmajor                        |
| (Originalbezeichnung)       | (General-feldmarschal)              | (General roda woisk)                | (General-leitenant)                 | (General-maior)                     |

### Offiziere
| Bezeichnung                 | Herausgehobene Kommandeure, Einheitsführer und Offiziere | Herausgehobene Kommandeure, Einheitsführer und Offiziere | Herausgehobene Kommandeure, Einheitsführer und Offiziere | Herausgehobene Kommandeure, Einheitsführer und Offiziere | Herausgehobene Kommandeure, Einheitsführer und Offiziere | Herausgehobene Kommandeure, Einheitsführer und Offiziere | Herausgehobene Kommandeure, Einheitsführer und Offiziere | Herausgehobene Kommandeure, Einheitsführer und Offiziere |
| --------------------------- | -------------------------------------------------------- | -------------------------------------------------------- | -------------------------------------------------------- | -------------------------------------------------------- | -------------------------------------------------------- | -------------------------------------------------------- | -------------------------------------------------------- | -------------------------------------------------------- |
|                             |                                                          |                                                          |                                                          |                                                          |                                                          |                                                          |                                                          |                                                          |
| Rangabzeichen Schulterstück |                                                          |                                                          |                                                          |                                                          |                                                          |                                                          |                                                          |                                                          |
|                             |                                                          |                                                          |                                                          |                                                          |                                                          |                                                          |                                                          |                                                          |
| Rangbezeichnung             | Oberst                                                   | Oberstleutnant                                           | Major (1884 abgeschafft)                                 | Hauptmann                                                | Stabshauptmann                                           | Leutnant                                                 | Unterleutnant                                            | Fähnrich                                                 |
| Originalbezeichnung         | Polkownik                                                | Podpolkownik                                             | Maior                                                    | Kapitan                                                  | Stabs-kapitan                                            | Porutschik                                               | Podporutschik                                            | Praporschtschik                                          |
| Kavallerie                  | Polkownik                                                | Podpolkownik                                             |                                                          | Rotmistr                                                 | Stabs-rotmistr                                           | Porutschik                                               | Kornet                                                   |                                                          |
| Kosakenarmee                | Polkownik                                                | Woiskowoi Starschina                                     |                                                          | Jessaul                                                  | Podjessaul                                               | Sotnik                                                   | Chorunschi                                               |                                                          |

### Unteroffiziere und Mannschaften
| Bezeichnung                 | Unteroffiziere, Unterführer und Mannschaften (1. Newski Infanterieregiment) | Unteroffiziere, Unterführer und Mannschaften (1. Newski Infanterieregiment) | Unteroffiziere, Unterführer und Mannschaften (1. Newski Infanterieregiment) | Unteroffiziere, Unterführer und Mannschaften (1. Newski Infanterieregiment) | Unteroffiziere, Unterführer und Mannschaften (1. Newski Infanterieregiment) | Unteroffiziere, Unterführer und Mannschaften (1. Newski Infanterieregiment) | Unteroffiziere, Unterführer und Mannschaften (1. Newski Infanterieregiment) | Unteroffiziere, Unterführer und Mannschaften (1. Newski Infanterieregiment) | Unteroffiziere, Unterführer und Mannschaften (1. Newski Infanterieregiment) |
| Rangabzeichen Schulterstück |                                                                             |                                                                             |                                                                             |                                                                             |                                                                             |                                                                             |                                                                             |                                                                             |                                                                             |
| --------------------------- | --------------------------------------------------------------------------- | --------------------------------------------------------------------------- | --------------------------------------------------------------------------- | --------------------------------------------------------------------------- | --------------------------------------------------------------------------- | --------------------------------------------------------------------------- | --------------------------------------------------------------------------- | --------------------------------------------------------------------------- | --------------------------------------------------------------------------- |
| Rangbezeichnung             | Fähnrich- Stellvertreter                                                    | Unterfähnrich                                                               |                                                                             | Feldwebel                                                                   | Älterer Unteroffizier                                                       | Jüngerer Unteroffizier                                                      | Gefreiter                                                                   | Soldat                                                                      |                                                                             |
| (Originalbezeichnung)       | (Saurjad-praporschtschik)                                                   | (Podpraporschtschik)                                                        |                                                                             | (Feldfebel)                                                                 | (Starschi unterofizer)                                                      | (Mladschi unterofizer)                                                      | (Jefreitor)                                                                 | (Rjadowoi)                                                                  |                                                                             |

### Andere Regimenter
Nachstehend sind weitere Beispiele für Schulterklappen/Kadettenkorps der kaiserlichen Armee dargestellt.

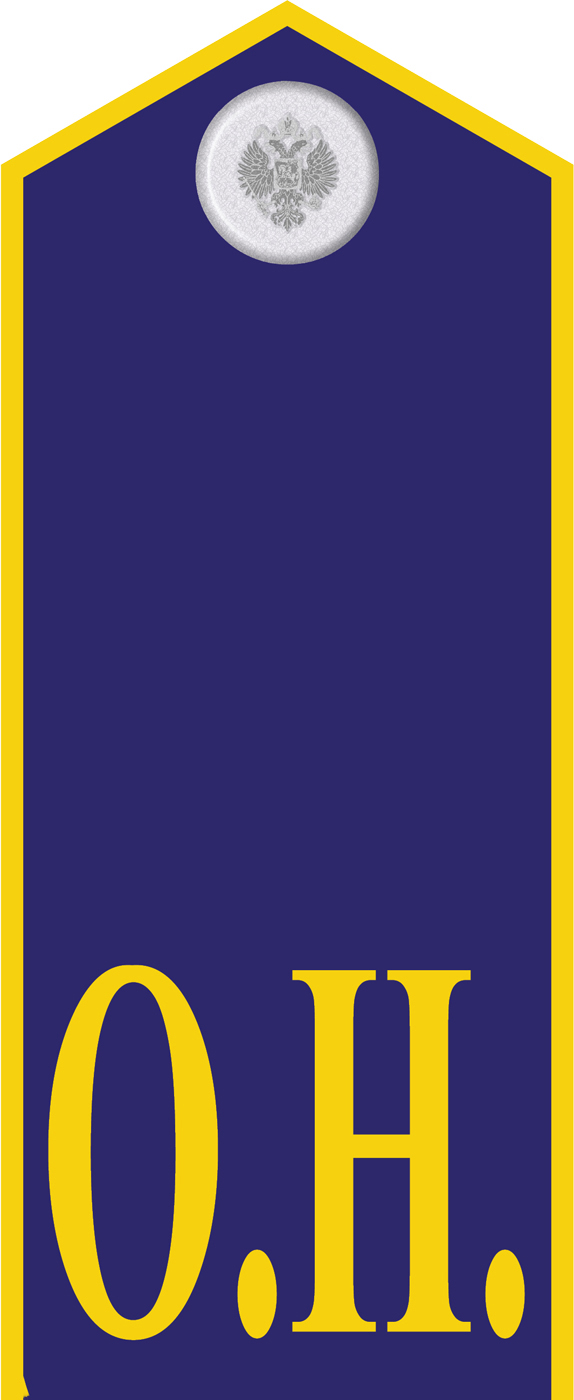
Orenburg-Nepljuewski Kadettenkorps
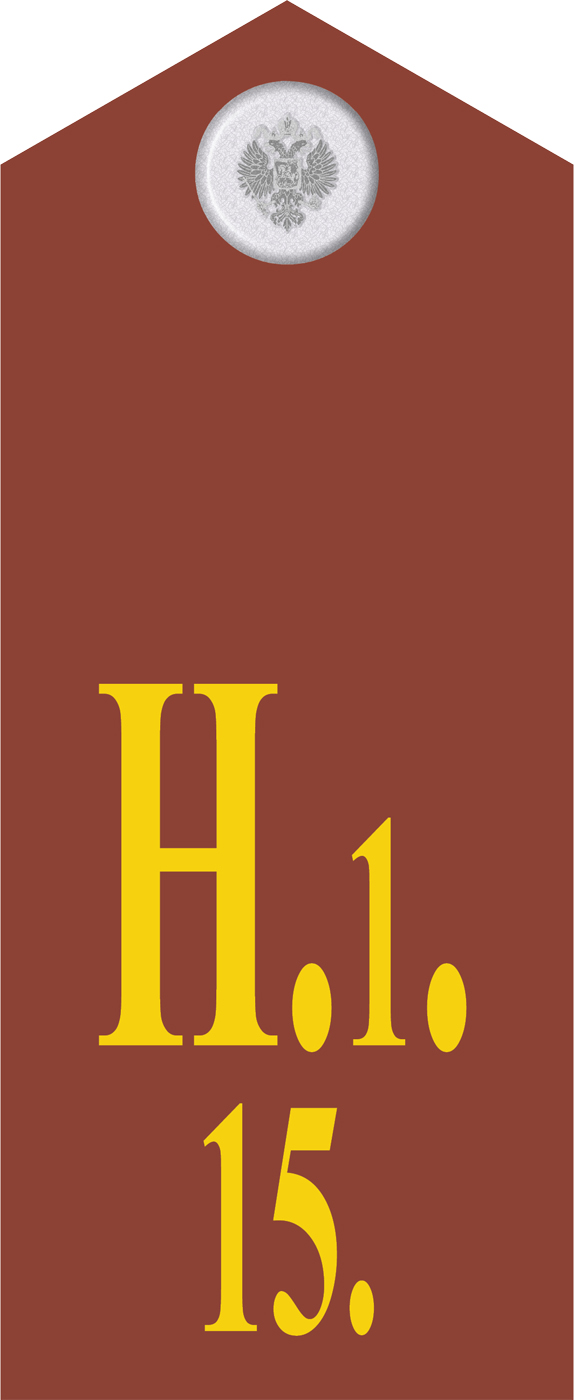
I/15. Tschernogorsker Schützen-Kp (kaiserl. Hoheit Nikolai I)
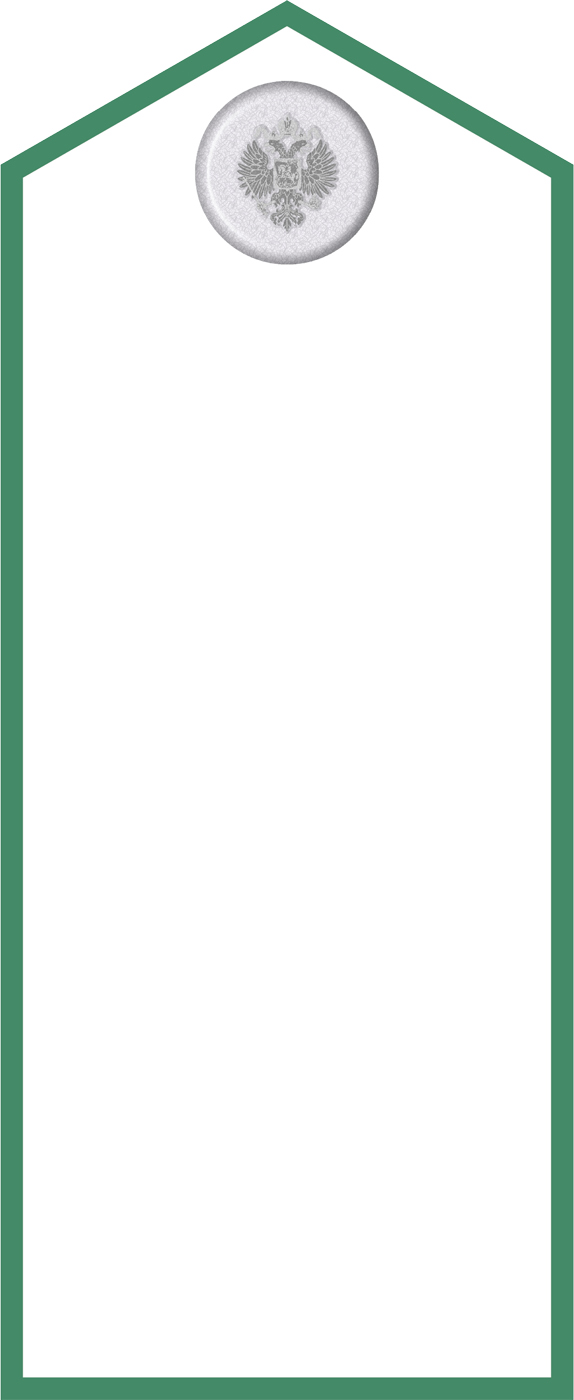
5. Regiment (Karopoler Dragoner)
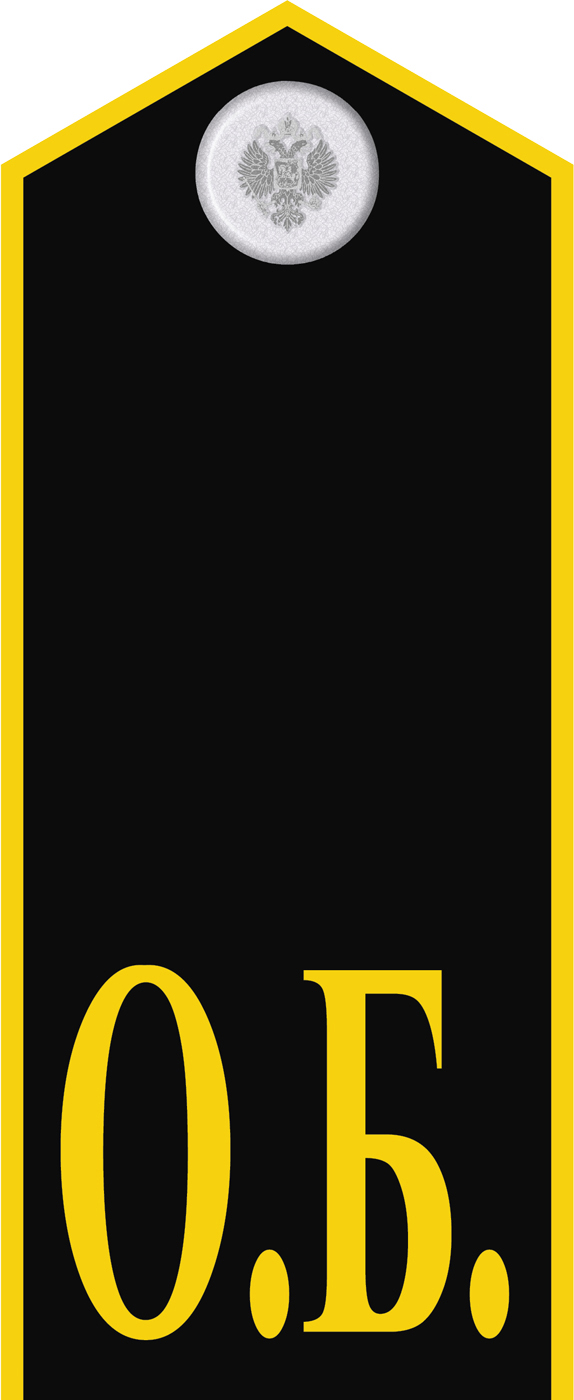
Orlowski Kadettenkops
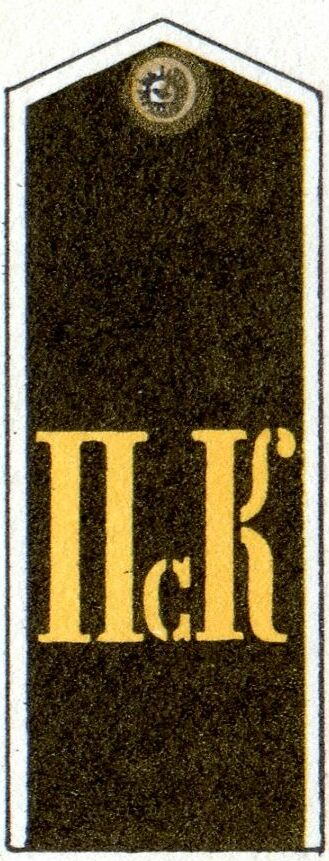
Pskower Kadettenkops
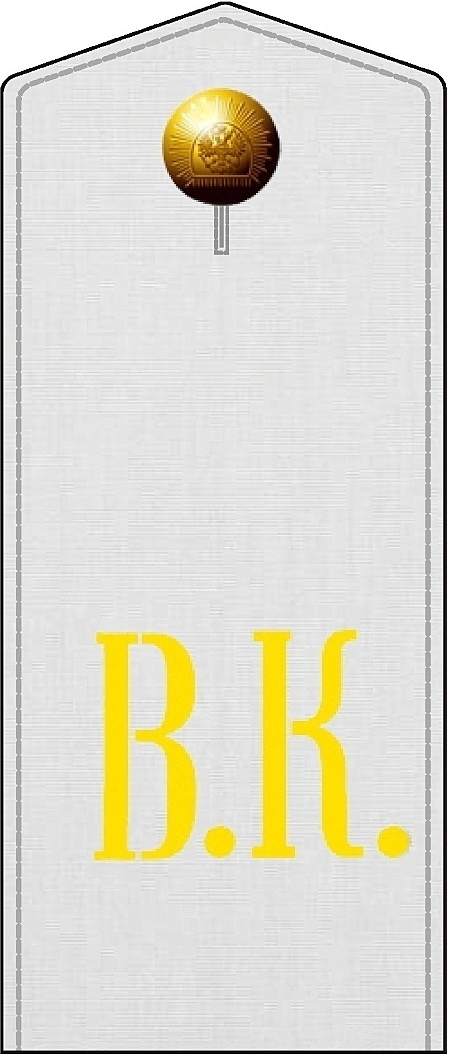
Wladimir Kiew Kadettenkops

## Dienstgrade und Dienstgradabzeichen, Marine
Die Kaiserlich Russische Marine (russisch Российский императорский флот), auch reguläre russische Marine des Russischen Kaiserreichs wurde unter der Regentschaft von Peter I. durch François Le Fort aufgestellt und bestand bis zur Oktoberrevolution im Jahr 1917. Hier wurden ebenfalls überwiegend die damals in den Marinestreitkräften üblichen Dienstgrade und Dienstgradabzeichen verwendet. Auch hier brach Sowjetrussland rigoros mit den bisherigen Traditionen.

### Übersicht
Flaggoffiziere
| Bezeichnung                 | Befehlshaber und höhere Flaggoffiziere | Befehlshaber und höhere Flaggoffiziere | Befehlshaber und höhere Flaggoffiziere | Befehlshaber und höhere Flaggoffiziere | Befehlshaber und höhere Flaggoffiziere | Befehlshaber und höhere Flaggoffiziere | Befehlshaber und höhere Flaggoffiziere | Befehlshaber und höhere Flaggoffiziere |
| Rangabzeichen Schulterstück |                                        |                                        |                                        |                                        |                                        |                                        |                                        |                                        |
| Rangbezeichnung             | Generaladmiral                         | Generaladmiral                         | Admiral                                | Admiral                                | Vizeadmiral                            | Vizeadmiral                            | Konteradmiral                          | Konteradmiral                          |
| --------------------------- | -------------------------------------- | -------------------------------------- | -------------------------------------- | -------------------------------------- | -------------------------------------- | -------------------------------------- | -------------------------------------- | -------------------------------------- |
| (Originalbezeichnung)       | (General-admiral)                      | (General-admiral)                      | (Admiral)                              | (Admiral)                              | (Wize-admiral)                         | (Wize-admiral)                         | (Kontr-admiral)                        | (Kontr-admiral)                        |

Offiziere
| Bezeichnung                 | Führer schwimmender Verbände/Einheiten und Offiziere | Führer schwimmender Verbände/Einheiten und Offiziere | Führer schwimmender Verbände/Einheiten und Offiziere | Führer schwimmender Verbände/Einheiten und Offiziere | Führer schwimmender Verbände/Einheiten und Offiziere | Führer schwimmender Verbände/Einheiten und Offiziere | Führer schwimmender Verbände/Einheiten und Offiziere | Führer schwimmender Verbände/Einheiten und Offiziere | Führer schwimmender Verbände/Einheiten und Offiziere | Führer schwimmender Verbände/Einheiten und Offiziere | Führer schwimmender Verbände/Einheiten und Offiziere |
| Rangabzeichen Schulterstück |                                                      |                                                      |                                                      |                                                      |                                                      |                                                      |                                                      |                                                      |                                                      |                                                      |                                                      |
| --------------------------- | ---------------------------------------------------- | ---------------------------------------------------- | ---------------------------------------------------- | ---------------------------------------------------- | ---------------------------------------------------- | ---------------------------------------------------- | ---------------------------------------------------- | ---------------------------------------------------- | ---------------------------------------------------- | ---------------------------------------------------- | ---------------------------------------------------- |
| Rangbezeichnung             | Kapitän 1. Klasse                                    | Kapitän 1. Klasse                                    | Kapitän 2. Klasse                                    | Kapitän 2. Klasse                                    | Kapitänleutnant                                      | Oberleutnant                                         | Leutnant                                             | Leutnant                                             | Mitschman                                            | Mitschman                                            | Mitschman                                            |
| (Originalbezeichnung)       | (Kapitan perwogo ranga)                              | (Kapitan perwogo ranga)                              | (Kapitan wtorogo ranga)                              | (Kapitan wtorogo ranga)                              | (Kapitan leitenant)                                  | (Starschi leitenant)                                 | (Leitenant)                                          | (Leitenant)                                          | (Mitschman)                                          | (Mitschman)                                          | (Mitschman)                                          |
| (Jahre)                     | (1884–1904)                                          | (1904–1917)                                          | (1884–1904)                                          | (1904–1917)                                          | (bis 1884 u. 1907–1911)                              | (1909–1917)                                          | (1884–1904)                                          | (1904–1917)                                          | (1884–1904)                                          | (1904–1909)                                          | (1909–1917)                                          |

Unteroffiziere und Mannschaften
| Bezeichnung                 | Bootsleute, Unterführer und Mannschaften | Bootsleute, Unterführer und Mannschaften | Bootsleute, Unterführer und Mannschaften | Bootsleute, Unterführer und Mannschaften | Bootsleute, Unterführer und Mannschaften | Bootsleute, Unterführer und Mannschaften | Bootsleute, Unterführer und Mannschaften |
| Rangabzeichen Schulterstück |                                          |                                          |                                          |                                          |                                          |                                          |                                          |
| --------------------------- | ---------------------------------------- | ---------------------------------------- | ---------------------------------------- | ---------------------------------------- | ---------------------------------------- | ---------------------------------------- | ---------------------------------------- |
|                             |                                          |                                          |                                          |                                          |                                          |                                          |                                          |
| Rangbezeichnung             | Älterer Bootsmann, Kondukteur            |                                          | Bootsmann                                | Bootsmannsmaat                           | Quartiermeister                          | Matrose 1. Klasse                        | Matrose 2. Klasse                        |
| (Originalbezeichnung)       | (Starschi bozman, Konduktor)             |                                          | (Bozman)                                 | (Bozmanmat)                              | (Kwartirmeister)                         | (Matros perwoi stati)                    | (Matros wtoroi stati)                    |

### Seeoffiziere
| Dienstgradgruppe                  | Dienstgradgruppe                  | Generäle       | Generäle    | Generäle        | Generäle      | Stabsoffiziere  | Stabsoffiziere   | Stabsoffiziere              | Stabsoffiziere              | Oberoffiziere | Oberoffiziere | Oberoffiziere |
| Rangklasse (nach der Rangtabelle) | Rangklasse (nach der Rangtabelle) | I              | II          | III             | IV            | VI              | VII              | VIII                        | VIII                        | IX            | X             | X             |
| --------------------------------- | --------------------------------- | -------------- | ----------- | --------------- | ------------- | --------------- | ---------------- | --------------------------- | --------------------------- | ------------- | ------------- | ------------- |
| Epauletten                        | Schiffsdienst                     | Generaladmiral | Admiral     | Vizeadmiral     | Konteradmiral | Kapitän I. Rang | Kapitän II. Rang | Kapitänleutnant (1907–1911) | Ältere Leutnant (nach 1909) | Leutnant      | Mitschman     | Mitschman     |
| Epauletten                        | Schiffsdienst                     | Generaladmiral | Admiral     | Vizeadmiral     | Konteradmiral | Kapitän I. Rang | Kapitän II. Rang | Kapitänleutnant (1907–1911) | Ältere Leutnant (nach 1909) | Leutnant      | (bis 1909)    | (nach 1909)   |
| Epauletten                        | Schiffsdienst                     |                |             |                 |               |                 |                  |                             |                             |               |               |               |
| Epauletten                        | Küstendienst (nach 1913)          |                | General     | Generalleutnant | Generalmajor  |                 |                  |                             |                             |               |               |               |
| Epauletten                        | Küstendienst (nach 1913)          |                |             |                 |               |                 |                  |                             |                             |               |               |               |
| Schulterklappen                   | Schiffsdienst                     | Generaladmiral | Admiral     | Vizeadmiral     | Konteradmiral |                 |                  |                             |                             |               |               |               |
| Schulterklappen                   | Schiffsdienst                     |                |             |                 |               |                 |                  |                             |                             |               |               |               |
| Schulterklappen                   | Küstendienst (nach 1913)          |                | General     | Generalleutnant | Generalmajor  |                 |                  |                             |                             |               |               |               |
| Schulterklappen                   | Küstendienst (nach 1913)          |                |             |                 |               |                 |                  |                             |                             |               |               |               |
| Quelle:                           | [ 2 ] [ 3 ]                       | [ 2 ] [ 3 ]    | [ 2 ] [ 3 ] | [ 2 ] [ 3 ]     | [ 2 ] [ 3 ]   | [ 2 ] [ 3 ]     | [ 2 ] [ 3 ]      | [ 2 ] [ 3 ]                 | [ 2 ] [ 3 ]                 | [ 2 ] [ 3 ]   | [ 2 ] [ 3 ]   | [ 2 ] [ 3 ]   |

### Unteroffiziere und Mannschaften
| Dienstgradgruppe |                  |                  |                    |                      |                |                |                |                          |
| Dienstgradgruppe | Kondukteuren     | Kondukteuren     | Kondukteuren       | Kondukteuren         | Unteroffiziere | Unteroffiziere | Unteroffiziere | Matrosen                 |
| ---------------- | ---------------- | ---------------- | ------------------ | -------------------- | -------------- | -------------- | -------------- | ------------------------ |
| Schulterklappen  | Ältere Bootsmann | Ältere Bootsmann | Mineurenkondukteur | Steuermannkondukteur | Bootsmann      | Bootsmannsmaat | Unteroffizier  | Matrose 1. und 2. Klasse |
| Schulterklappen  |                  |                  |                    |                      |                |                |                |                          |
| Schulterklappen  | 1904–1913        | 1913–1917        | 1904–1913          | 1913–1917            |                |                |                |                          |
| Quelle:          | [ 4 ] [ 5 ]      | [ 4 ] [ 5 ]      | [ 4 ] [ 5 ]        | [ 4 ] [ 5 ]          | [ 4 ] [ 5 ]    | [ 4 ] [ 5 ]    | [ 4 ] [ 5 ]    | [ 4 ] [ 5 ]              |

### Admiralitätsoffiziere 1904–1917
Schulterklappen der Admiralitätsoffiziere:
- Am roten Feld: Offiziere die von Flottenoffizieren und von Offizieren des Korps des Marineministeriums oder von Offizieren von Nichtmarinebehörden Admiralitätsoffiziere umbenannt wurden.
- Am schwarzen Feld: Offiziere die von Unteroffiziere oder von Absolventen seemilitärischen Bildungseinrichtungen wegen schlechten Erfolges in den Wissenschaften befördert wurden.

| Rangklasse     | Rangklasse | Generäle                | Generäle                        | Generäle                     | Stabsoffiziere         | Stabsoffiziere                 | Stabsoffiziere          | Stabsoffiziere               | Oberoffiziere            | Oberoffiziere                 | Oberoffiziere            | Oberoffiziere |
| Rangklasse     | Rangklasse | II                      | III                             | IV                           | VI                     | VII                            | VIII                    | IX                           | X                        | XII                           | XIV                      |               |
| Dienstgrad     | Dienstgrad | General der Admiralität | Generalleutnant der Admiralität | Generalmajor der Admiralität | Oberst der Admiralität | Oberstleutnant der Admiralität | Kapitän der Admiralität | Stabskapitän der Admiralität | Leutnant der Admiralität | Unterleutnant der Admiralität | Fähnrich der Admiralität |               |
| Rotes Feld     |            |                         |                                 |                              |                        |                                |                         |                              |                          |                               |                          |               |
|                |            |                         |                                 |                              |                        |                                |                         |                              |                          |                               |                          |               |
| Schwarzes Feld |            |                         |                                 |                              |                        |                                |                         |                              |                          |                               |                          |               |
|                |            |                         |                                 |                              |                        |                                |                         |                              |                          |                               |                          |               |
|                |            |                         |                                 |                              |                        |                                |                         |                              |                          |                               |                          |               |
| Quelle:        | [ 6 ]      | [ 6 ]                   | [ 6 ]                           | [ 6 ]                        | [ 6 ]                  | [ 6 ]                          |                         |                              |                          |                               |                          |               |

### Marineingenieurkorps 1907–1917
| Rangklasse | Rangklasse      | Generäle                                 | Generäle                                 | Generäle                              | Generäle                              | Stabsoffiziere                  | Stabsoffiziere                  | Stabsoffiziere                          | Stabsoffiziere                          | Oberoffiziere                    | Oberoffiziere                    | Oberoffiziere                         | Oberoffiziere                         | Oberoffiziere                     | Oberoffiziere                     | Oberoffiziere                          | Oberoffiziere                          |
| Rangklasse | Rangklasse      | III                                      | III                                      | IV                                    | IV                                    | VI                              | VI                              | VII                                     | VII                                     | VIII                             | VIII                             | IX                                    | IX                                    | X                                 | X                                 | XII                                    | XII                                    |
| Dienstgrad | Dienstgrad      | Generalleutnant der Marineingenieurkorps | Generalleutnant der Marineingenieurkorps | Generalmajor der Marineingenieurkorps | Generalmajor der Marineingenieurkorps | Oberst der Marineingenieurkorps | Oberst der Marineingenieurkorps | Oberstleutnant der Marineingenieurkorps | Oberstleutnant der Marineingenieurkorps | Kapitän der Marineingenieurkorps | Kapitän der Marineingenieurkorps | Stabskapitän der Marineingenieurkorps | Stabskapitän der Marineingenieurkorps | Leutnant der Marineingenieurkorps | Leutnant der Marineingenieurkorps | Unterleutnant der Marineingenieurkorps | Unterleutnant der Marineingenieurkorps |
|            | Epauletten      |                                          |                                          |                                       |                                       |                                 |                                 |                                         |                                         |                                  |                                  |                                       |                                       |                                   |                                   |                                        |                                        |
|            | Schulterklappen |                                          |                                          |                                       |                                       |                                 |                                 |                                         |                                         |                                  |                                  |                                       |                                       |                                   |                                   |                                        |                                        |
| Quelle:    | [ 7 ]           | [ 7 ]                                    | [ 7 ]                                    | [ 7 ]                                 | [ 7 ]                                 | [ 7 ]                           |                                 |                                         |                                         |                                  |                                  |                                       |                                       |                                   |                                   |                                        |                                        |

### Korps von Ingenieuren und Technikern für den Schiffbau 1891–1917
| Rangklasse | Rangklasse      | Generäle           | Stabsoffiziere   | Stabsoffiziere   | Stabsoffiziere      | Stabsoffiziere      | Oberoffiziere        | Oberoffiziere        | Oberoffiziere    | Oberoffiziere    | Oberoffiziere     | Oberoffiziere     |
| Rangklasse | Rangklasse      | IV                 | VI               | VI               | VII                 | VII                 | IX                   | IX                   | X                | X                | XVI               | XVI               |
| Dienstgrad | Dienstgrad      | Schiffbauinspektor | Chefbauingenieur | Chefbauingenieur | Ältere Bauingenieur | Ältere Bauingenieur | Jüngere Bauingenieur | Jüngere Bauingenieur | Ältere Techniker | Ältere Techniker | Jüngere Techniker | Jüngere Techniker |
|            | Schulterklappen |                    |                  |                  |                     |                     |                      |                      |                  |                  |                   |                   |
|            |                 |                    |                  |                  |                     |                     |                      |                      |                  |                  |                   |                   |
|            |                 | Mit Knopf M1904    |                  | Mit Knopf M1904  |                     | Mit Knopf M1904     |                      | Mit Knopf M1904      |                  | Mit Knopf M1904  |                   | Mit Knopf M1904   |
| Quelle:    | [ 8 ]           | [ 8 ]              | [ 8 ]            | [ 8 ]            | [ 8 ]               | [ 8 ]               |                      |                      |                  |                  |                   |                   |

### Maschinenbauingenieurkorps 1913–1917
| Rangklasse | Rangklasse      | Generäle                     | Generäle                     | Generäle                             | Generäle                             | Generäle                          | Generäle                          | Stabsoffiziere                       | Stabsoffiziere                       | Stabsoffiziere                        | Stabsoffiziere                        | Oberoffiziere                        | Oberoffiziere                        | Oberoffiziere                 | Oberoffiziere                 | Oberoffiziere                  | Oberoffiziere                  |
| Rangklasse | Rangklasse      | II                           | II                           | III                                  | III                                  | IV                                | IV                                | VI                                   | VI                                   | VII                                   | VII                                   | VIII                                 | VIII                                 | IX                            | IX                            | X                              | X                              |
| Dienstgrad | Dienstgrad      | Ingenieur-Mechaniker-General | Ingenieur-Mechaniker-General | Ingenieur-Mechaniker-Generalleutnant | Ingenieur-Mechaniker-Generalleutnant | Ingenieur-Mechaniker-Generalmajor | Ingenieur-Mechaniker-Generalmajor | Ingenieur-Mechaniker-Kapitän I. Rang | Ingenieur-Mechaniker-Kapitän I. Rang | Ingenieur-Mechaniker-Kapitän II. Rang | Ingenieur-Mechaniker-Kapitän II. Rang | Ältere Ingenieur-Mechaniker-Leutnant | Ältere Ingenieur-Mechaniker-Leutnant | Ingenieur-Mechaniker-Leutnant | Ingenieur-Mechaniker-Leutnant | Ingenieur-Mechaniker-Mitschman | Ingenieur-Mechaniker-Mitschman |
|            | Epauletten      |                              |                              |                                      |                                      |                                   |                                   |                                      |                                      |                                       |                                       |                                      |                                      |                               |                               |                                |                                |
|            | Schulterklappen |                              |                              |                                      |                                      |                                   |                                   |                                      |                                      |                                       |                                       |                                      |                                      |                               |                               |                                |                                |
| Quelle:    | [ 9 ]           | [ 9 ]                        | [ 9 ]                        | [ 9 ]                                | [ 9 ]                                | [ 9 ]                             |                                   |                                      |                                      |                                       |                                       |                                      |                                      |                               |                               |                                |                                |

### Gesundheitswesen des Marineministeriums
Beamten mit Rangklasse 1893–1917
| Epauletten für Ärzte (1893–1904)                                      |        |        |        |        |        |        |  |  |  |  |  |
| Schulterklappen für Sanitätsbeamte (1893–1904)                        |        |        |        |        |        |        |  |  |  |  |  |
|                                                                       |        |        |        |        |        |        |  |  |  |  |  |
| Epauletten für Ärzte (1904–1917)                                      |        |        |        |        |        |        |  |  |  |  |  |
| Schulterklappen für Sanitätsbeamte (1904–1917) (von 1908, ohne Ärzte) |        |        |        |        |        |        |  |  |  |  |  |
| Schulterklappen für Ärzte (1908–1917)                                 |        |        |        |        |        |        |  |  |  |  |  |
| Quelle:                                                               | [ 10 ] | [ 10 ] | [ 10 ] | [ 10 ] | [ 10 ] | [ 10 ] |  |  |  |  |  |

Unteroffiziere und Mannschaften 1904–1917
| Dienstgradgruppen                   | Unteroffiziere                                | Unteroffiziere                                | Unteroffiziere      | Unteroffiziere      | Mannschaften      | Mannschaften |
| Dienstgradgruppen                   | Feldscheren                                   | Feldscheren                                   | Feldscheren         | Feldscheren         | Sanitäter         | Sanitäter    |
| ----------------------------------- | --------------------------------------------- | --------------------------------------------- | ------------------- | ------------------- | ----------------- | ------------ |
| Schulterklappen / Laufbahnabzeichen | Ältere Feldscher nach 1915 Sanitätskondukteur | Ältere Feldscher nach 1915 Sanitätskondukteur | Feldscher 1. Klasse | Feldscher 2. Klasse | Sanitäter         | Sanitäter    |
| Schulterklappen / Laufbahnabzeichen |                                               |                                               |                     |                     | Laufbahnabzeichen |              |
| Schulterklappen / Laufbahnabzeichen | (1904–1913)                                   | (1913–1917)                                   | (1906–1917)         | (1906–1917)         | (1906–1917)       | (nach 1906)  |
| Quelle:                             | [ 4 ] [ 5 ]                                   | [ 4 ] [ 5 ]                                   | [ 4 ] [ 5 ]         | [ 4 ] [ 5 ]         | [ 4 ] [ 5 ]       | [ 4 ] [ 5 ]  |

### Zivilbeamte des Marineministeriums 1904–1917
| Rangtitel               | Wirklicher Geheimer Rat               | Wirklicher Geheimer Rat                | Geheimer Rat      | Wirklicher Staatsrat                                 | Staatsrat            | Kollegienrat   | Hofrat         | Kollegien- Assessor | Titulärrat      | Kollegien- Sekretär | Gouvernements- Sekretär | Kollegien- Registrator |
| Rangklasse              | II                                    | II                                     | III               | IV                                                   | V                    | VI             | VII            | VIII                | IX              | X                   | XII                     | XIV                    |
| Rangabzeichen           |                                       |                                        |                   |                                                      |                      |                |                |                     |                 |                     |                         |                        |
| Dienstpost/ Dienstzweig | Staatssekretär des Marineministeriums | Kanzleidirektor des Marineministeriums | Marinejustizwesen | Kanzlei der Marinetechnikschule «Kaiser Nikolaus I.» | Artillerieinspektion | Marinekommando | Maschinenwesen | Artilleriewesen     | Hafenverwaltung | Kapellmeister       | Artilleriewesen         | Hafenwerwaltung        |
| Quelle:                 | [ 11 ]                                | [ 11 ]                                 | [ 11 ]            | [ 11 ]                                               | [ 11 ]               | [ 11 ]         |                |                     |                 |                     |                         |                        |

## Ärmelabzeichen der Russischen Flotte ab 16. April 1917
Mit Befehl № 125 das Marineministeriums der Provisorischen Russischen Regierung vom 16. April 1917 wurde folgendes verfügte:
1. Abschaffung aller bisherig gebräuchlichen Schulter-Rangabzeichen
2. Das Tragen des (Marin)Schals entfiel
3. Beseitigung jeglicher verschlungener Initiale bzw. Monogramme an der Bewaffnung
4. Übermalen des mittleren Teils der Kokarde mit roter Farbe bis Ausgabe der neuen Schirmmütze mit geändertem Hoheitsabzeichen.

Statt der traditionellen Schulter-Rangabzeichen wurde das Tragen goldener Ärmel-Tressen für Offiziere
der seemännischen Laufbahn, der Marine-Ingenieur-Laufbahn sowie der Admiralität, und – sofern sie das Offizier-Examen vollständig abgeschlossen hatten – für Praporschtschiks und Hydrografen verfügt. Silberfarbene Ärtmel-Tressen hingegen trugen fortan Offiziere der Admiralität, bei denen noch Examen ausstanden, sowie Offizieren gleichgestellte Beamte der Marin-Verwaltung, Bordingenieure und Ärzte.
Als Unterscheidungsmerkmal für verschiedene Laufbahnen bzw. Verwendungen wurde die unterste Tresse farbig wie folgt paspeliert:
- rot = Bordingenieure;
- himbeerfarben = Marineverwaltung;
- dunkelblau = Hydrographen;
- weiß = Ärzte.

Die nachfolgende Tabelle zeigt beispielhaft Rangabzeichen der Russischen Flotte an den Ärmelaufschlägen verschiedener Uniformstücken gemäß Befehl Marinemini № 125 vom 16. April 1917.
| Bezeichnung               | Gold-Tressen für Offiziere seemännische Laufbahn | Gold-Tressen für Offiziere seemännische Laufbahn | Gold-Tressen für Offiziere seemännische Laufbahn | Gold-Tressen für Offiziere seemännische Laufbahn | Gold-Tressen für Offiziere seemännische Laufbahn | Gold-Tressen für Offiziere seemännische Laufbahn | Gold-Tressen für Offiziere seemännische Laufbahn | Gold-Tressen für Offiziere seemännische Laufbahn | ... hydrographischer Dienst                   | ... hydrographischer Dienst                          |
| ------------------------- | ------------------------------------------------ | ------------------------------------------------ | ------------------------------------------------ | ------------------------------------------------ | ------------------------------------------------ | ------------------------------------------------ | ------------------------------------------------ | ------------------------------------------------ | --------------------------------------------- | ---------------------------------------------------- |
| Ärmel- Abzeichen          |                                                  |                                                  |                                                  |                                                  |                                                  |                                                  |                                                  |                                                  |                                               |                                                      |
| Rangbezeichnung           | Admiral                                          | Vizeadmiral                                      | Konteradmiral                                    | Kapitän zur See                                  | Fregattenkapitän                                 | Oberleutnant (im Sinne von Korvettenkapitän)     | Leutnant (im Sinne von Kapitänleutnant)          | Mitschman (im Sinne von Oberleutnant zur See)    | Podporutschik (im Sinne von Leutnant zur See) | Praporschtschik (im Sinne von Unterleutnant zur See) |
| (Originalbezeichnung)     | (Admiral)                                        | (Wize-admiral)                                   | (Kontr-admiral)                                  | (Kapitan perwowo ranga)                          | (Kapitan wtorowo ranga)                          | (Starschi leitenant)                             | (Leitenant)                                      | (Mitschman)                                      | (Podporutschik)                               | (Praporschtschik)                                    |
| Klasse (nach Rangtabelle) | Admiralsränge                                    | Admiralsränge                                    | Admiralsränge                                    | Stabsoffiziere                                   | Stabsoffiziere                                   | Stabsoffiziere                                   | Stabsoffiziere                                   | Oberoffiziere                                    | Oberoffiziere                                 | Oberoffiziere                                        |
| Klasse (nach Rangtabelle) | K-2                                              | K-3                                              | K-4                                              | K-6                                              | K-7                                              | K-8                                              | K-9                                              | K-10                                             | K-12                                          | K-14                                                 |